# Beatmania IIDX 15 DJ Troopers
beatmania IIDX 15 DJ Troopers는 코나미의 리듬게임 비트매니아 IIDX의 15번째 시리즈다. 2007년 12월 19일에 발매되었고, ps2판이 2008년 12월 18일에 발매되었다. 이 시리즈에서는 이-어뮤 전용 해금곡 포함, 50여곡이 신곡으로 들어갔다. 이번 작의 메인 테마는 밀리터리, 러스틱 그린, 회색 그리고 카무플라주이다.

## 게임 방법
DJ Troopers에서도 코어 플레이 요소가 한층 더 강해졌다. 노트가 스트래치로 할당되는 "ALL-SCRATCH" 옵션이 추가되고, 초보자를 위한 모드로 튜토리얼 모드가 추가되어 전작에서 GOLD RUSH라는 곡을 불렀던 마이클 알라 모드가 이 튜토리얼 모드에 등장해 초보자들에게 게임 방법에 대해 안내 해준다. 또 5키 모드가 재조정되어 2P 기준으로 오른쪽에서 2개 노트선을 자동으로 쳐주던 것에서 왼쪽에서 2개 노트선을 자동으로 쳐주는 것으로 변경되었다.
DJ Troopers에선 기판이 바뀌어 CRT 모니터가 LCD 모니터로 바뀌고 화질이 개선되었다.

## 엑스트라 스테이지
플레이어가 미러나 랜덤 옵션 없이 3스테이지 전부 난이도를 합쳐서 노멀 10 이상, 하이퍼 20 이상, 어나더 31 이상 랭크 AA로 클리어 했을 경우 플레이어는 青龍 (청룡, 세이유)를 만날 수 있게 된다. 이 스테이지는 강제로 하드 모드가 걸리는 데 이 하드 모드는 노멀 모드인 게이지가 80% 이상 채워도 되진 않지만 0%가 되면 바로 게임 오버가 되는 모드이다. 이것을 어나더로 트리플 A로 클리어 하면 원 모어 스테이지가 등장하는데 이 곡은 이전에 발매되었던 Dance Dance Revolution SuperNOVA 2의 수록 곡인 PARANOiA ~HADES~(αTYPE-300 작곡)이다.

### 밀리터리 스플래시
DJ Troopers에는 e-Amusement 유저 전용으로 Gold의 VIP Room과 같은 개념인 Military Splash가 있다. 이 시스템은 2층으로 나뉘는데 하나는 3곡과 원 모어 스테이지 하나, 그리고 다른 하나는 Military Splash #02이란 이름으로 원 모어 스테이지 4곡이 나온다. 이 곡들은 다른 비마니 시리즈인 기타도라, 팝픈 뮤직, 댄스 댄스 레볼루션에서 넘어 온 것으로 Jimmy Weckl이 작곡한 Mirage Residence, dj TAKA가 작곡한 Übertreffen, DE-SIRE alterative가 작곡한 TRIP MACHINE PhoeniX, 그리고 원 모어 스테이지인, Des-TRACT가 작곡한TROOPERS이다. 이러한 곡들을 해금하면 스탠다드 모드 정규 엑스트라 스테이지에서 이 곡들을 만날 수가 있다.
밀리터리 스플래쉬를 해금하기 앞서 플레이어는 3곡 중 하나 조건을 충족시켜야 한다. Mirage Residence를 해금하기 위해선 Mirage Residence를 보더 게이지에 맞춰 클리어하거나 퍼펙 보너스를 얻어야 하고, Übertreffen는 신곡 중 일정 곡 이상을 플레이 해야 하며 TRIP MACHINE PhoeniX는 각 폴더에서 2곡 이상을 A랭크 이상으로 클리어 해야한다. TROOPERS를 플레이 하려면 구곡 전부를 AA이상으로 클리어 해야한다.
"Military Splash #02"에서는 Distorted의 카디널 게이트와 같은 방식으로 아티스트 명의를 숨겼다. 여기에서 4곡 들이 등장하는 데 이들은 Kraken (Ryu☆)가 작곡한 Do it!! Do it!!, Scorpion (L.E.D.)가 작곡한 Steel Needle, Lion (dj TAKA)가 작곡한 four pieces of heaven, 그리고 Eagle (kors k)가 작곡한 ICARUS이다. #02 원모어 스테이지는 Humanoid (DJ Yoshitaka)가 작곡한 MENDES이다.

## 수록 곡
| 장르                         | 곡 이름                                                 | 아티스트                                             | 비고             |
| ---------------------------- | ------------------------------------------------------- | ---------------------------------------------------- | ---------------- |
| Tribal                       | "2 tribe 4 K"                                           | Remo-con                                             |                  |
| Hard Renaissance             | "Anisakis -somatic mutation type "Forza"-"              | 朱雀 (주작)                                          |                  |
| Classical Piano Solo         | "avant-guerre"                                          | Osamu Kubota                                         |                  |
| Eurobeat                     | "Be OK"                                                 | good-cool feat. Florence                             |                  |
| Tech-Tronika                 | "beatonic nation"                                       | Sōta Fujimori                                        |                  |
| Trance                       | "Blue Rain"                                             | dj TAKA VS Ryu*                                      |                  |
| J-R&B                        | "Darling my LUV"                                        | DJ Yoshitaka feat. B-Agents                          |                  |
| Handz Up                     | "Dazzlin' Darlin"                                       | HHH                                                  |                  |
| Tech-Breakbeats              | "Digitank System"                                       | DJ Mass MAD Izm*                                     |                  |
| 80's Euro                    | "エコ爺" (에코-지)                                      | Y&Co.                                                |                  |
| Frenzy House                 | "end of world"                                          | 猫又Master+                                          |                  |
| Prog                         | "evergreen"                                             | kors k                                               |                  |
| Trance                       | "Freeway Shuffle"                                       | dj TAKA                                              |                  |
| Hyper Japanesque 2           | "華爛漫 -Flowers-" (화난만)                             | TËRRA                                                |                  |
| Trance                       | "I'm In Love Again -DJ YOSHITAKA REMIX-"                | Remixed by DJ YOSHITAKA                              |                  |
| Happy Hardcore               | "in the Sky"                                            | Ryu*                                                 | From CS          |
| The World Groove             | "JOURNEY TO "FANTASICA" (IIDX LIMITED)"                 | S.S.D.FANTASICA feat.EMI with ARATA                  |                  |
| Electric AOR                 | "叶うまでは" (Kanau made wa)                            | ウッチーズ                                           |                  |
| E-Dance Pop                  | "Kick Out 仮面"                                         | 上野圭市(a.k.a. Babyweapon, DJ SWAMI) feat. 星野奏子 |                  |
| Symphonic Techno             | "高高度降下低高度開傘" (Koukoudo Kouka Teikoudo Kaisan) | Dr. Honda                                            |                  |
| Happy Hardcore               | "LOVELY STORM"                                          | L.E.D.-G                                             | From CS          |
| Education                    | "マチ子の唄" (마치노의 노래)                            | AKIRA YAMAOKA                                        |                  |
| Progressive House            | "madrugada"                                             | PINK PONG                                            |                  |
| Lovely Buchiage Pop          | "MAX LOVE"                                              | DJ YOSHITAKA feat. 星野奏子                          |                  |
| Hard Hop                     | "MENTAL MELTDOWN"                                       | GUHROOVY fw. DJ TECHNORCH                            |                  |
| Only One Eurobeat            | "NEW GENERATION -もう、お前しか見えない-"               | SUPER STAR 満-MITSURU-                               |                  |
| Energetic Trance             | "Now and Forever"                                       | StripE vs MUNETICA feat.ARISA                        |                  |
| Hymnus                       | "oratio"                                                | 蓑舞衆                                               |                  |
| Ballad                       | "PROMISE FOR LIFE"                                      | TËRRA WORKS                                          |                  |
| Dance                        | "radius"                                                | yasuhiro abe                                         |                  |
| Tri Euro Fantasia            | "REMINISCENCE"*                                         | jun with Allison                                     |                  |
| UK Hardcore                  | "Rising in the Sun (original mix)"                      | kors k feat. Rie                                     |                  |
| Overture                     | "Ristaccia"                                             | Zektbach                                             |                  |
| Ragga Rock                   | "ROCK ME NOW"                                           | GUHROOVY fw. NO+CHIN                                 |                  |
| Hard House                   | "satellite020712 from "CODED ARMS""                     | 猫又Master                                           | From CS          |
| Rave                         | "satfinal"                                              | RAM                                                  |                  |
| World/Electronica            | "scar in the earth"                                     | 猫又Master                                           |                  |
| Hard Trance                  | "Shades of Grey"                                        | Fracus                                               |                  |
| Techno                       | "SHIFT"                                                 | AKIRA YAMAOKA                                        |                  |
| Electro                      | "湘南族 -cannibal coast-" (Shounanzoku)                 | Aural Vampire                                        |                  |
| Post Renaissance             | "少年A" (소년 A)                                        | Remixed by 少年ラジオ                                |                  |
| Waltz Beat                   | "soldier's waltz"                                       | DAJI                                                 |                  |
| Soldier's Ballad             | "走馬灯 -The Last Song-"                                | TAKA                                                 |                  |
| Freeform Hardcore            | "SOUND OF GIALLARHORN"                                  | L.E.D.-G                                             |                  |
| Technotronica                | "State Of The Art"                                      | Sōta Fujimori feat. cyborg AKEMI                     |                  |
| Ultimate J-Pop               | "switch"                                                | DAISUKE ASAKURA ex.TËRRA                             |                  |
| Nu-Style Gabba               | "THE DEEP STRIKER"                                      | L.E.D.-G                                             |                  |
| Ethnotronica                 | "the trigger of innocence"                              | Seiya Murai                                          |                  |
| Piano House                  | "Wanna Party?"                                          | RAM                                                  |                  |
| Dance Speed                  | "Time to Air"                                           | 青龍 (청룡)                                          | Extra (엑스트라) |
| SUPERNOVA2 BEAT #01          | "PARANOiA ~HADES~"                                      | αTYPE-300                                            | Extra (원 모어)  |
| Progressive Baroque          | "Übertreffen"                                           | TAKA respect for J.S.B.                              | MS #01           |
| Fusion                       | "ミラージュ・レジデンス" (Mirage Residence)             | Jimmy Weckl                                          | MS #01           |
| SUPERNOVA2 BEAT #02          | "TRIP MACHINE PhoeniX"                                  | DE-SIRE alterative                                   | MS #01           |
| Ultimate Core                | "TROOPERS"                                              | Des-TRACT                                            | MS #01 OMES      |
| Jungle                       | "four pieces of heaven"                                 | Lion                                                 | MS #02           |
| Breakcore                    | "STEEL NEEDLE"                                          | Scorpion                                             | MS #02           |
| N-Beats                      | "Do it!! Do it!!"                                       | Kraken                                               | MS #02           |
| Nu-Skool Breakbeats Hardcore | "ICARUS"                                                | Eagle                                                | MS #02           |
| Irregular Hi-Break           | "MENDES"                                                | Humanoid                                             | MS #02 OMES      |

*REMINISCENCE 총 3가지 버전이 있다.
출처:

## 가정용
DJ Troopers의 플레이스테이션2판은 일본 기준으로 2008년 12월 18일에 발매되었다. Beatmania IIDX 16 Empress의 선행곡인 smooooch ・∀・가 들어갔다.